# Yuriy Vernydub
Yuriy Mykolayovych Vernydub (en ucraniano: Юрій Миколайович Вернидуб; nacido el 22 de enero de 1966) es un entrenador de fútbol y exfutbolista profesional ucraniano y exjugador del Sheriff Tiraspol.
En 2022, dejó apartada su faceta de entrenador del Sheriff Tiraspol y se alistó a las fuerzas ucranianas para defender a su país de la invasión rusa.

## Carrera
Hizo su debut profesional en la Segunda Liga soviética en 1983 con el FC Spartak Zhytomyr.
Desde junio de 2009, fue entrenador asistente del FC Metalurh Zaporizhzhia. Después de un período como entrenador asistente en el FC Zorya Luhansk, fue nombrado entrenador en jefe interino en noviembre de 2011 después de que la dirección de Zorya despidiera al entrenador en jefe Anatoly Chantsev. Permaneció en Zorya hasta el 31 de mayo de 2019. Después de dejar Zorya, entrenó al club bielorruso Shakhtyor Soligorsk. Fue nombrado director técnico del Sheriff Tiraspol del club de la División Nacional de Moldavia el 18 de diciembre de 2020. Ganó la División Nacional de Moldavia 2020-21 en su primera temporada en el club. En 2021, llevó al equipo a la Fase de grupos de la UEFA Champions League 2021-22 : la primera vez que un club moldavo logra tal hazaña.

### Estadísticas gerenciales
Actualizado el 24 de noviembre de 2021
| Equipo              | De                      | Para                 | Registro | Registro | Registro | Registro | Registro |
| Equipo              | De                      | Para                 | PJ       | PG       | PE       | PP       | EF%      |
| ------------------- | ----------------------- | -------------------- | -------- | -------- | -------- | -------- | -------- |
| Zorya Lugansk       | 28 de noviembre de 2011 | 31 de mayo de 2019   | 265      | 104      | 70       | 91       | 48.05%   |
| Shakhtyor Soligorsk | 10 de noviembre de 2019 | 31 de agosto de 2020 | 31       | 17       | 8        | 6        | 63.44%   |
| Sheriff Tiraspol    | 18 de diciembre de 2020 | Presente             | 48       | 37       | 7        | 4        | 81.94%   |
| Total               | Total                   | Total                | 344      | 158      | 85       | 101      | 54.17%   |

## Enlaces Externos
- Wikimedia Commons alberga una categoría multimedia sobre Yuriy Vernydub.

- Datos: Q1992161
- Multimedia: Yuriy Vernydub / Q1992161